# Zaphne polita
Zaphne polita är en tvåvingeart som först beskrevs av Malloch 1920.  Zaphne polita ingår i släktet Zaphne och familjen blomsterflugor. Inga underarter finns listade i Catalogue of Life.